# Episodi di How I Met Your Mother (nona stagione)
La nona e ultima stagione della sitcom How I Met Your Mother, composta da 24 episodi, è stata trasmessa in prima visione assoluta negli Stati Uniti da CBS dal 23 settembre 2013 al 31 marzo 2014.
In questa stagione la ragazza con l'ombrello giallo, interpretata da Cristin Milioti, apparsa in precedenza come guest star nel finale dell'ottava, viene promossa nel cast principale.
In Italia la stagione è stata trasmessa in prima visione in chiaro da Italia 1 dal 20 novembre al 5 dicembre 2014.
| nº | Titolo originale                          | Titolo italiano              | Prima TV USA      | Prima TV Italia  |
| -- | ----------------------------------------- | ---------------------------- | ----------------- | ---------------- |
| 1  | The Locket                                | Il medaglione                | 23 settembre 2013 | 20 novembre 2014 |
| 2  | Coming Back                               | Il ritorno                   | 23 settembre 2013 | 20 novembre 2014 |
| 3  | Last Time in New York                     | L'ultima volta a New York    | 30 settembre 2013 | 21 novembre 2014 |
| 4  | The Broken Code                           | Codice infranto              | 7 ottobre 2013    | 21 novembre 2014 |
| 5  | The Poker Game                            | La partita di poker          | 14 ottobre 2013   | 24 novembre 2014 |
| 6  | Knight Vision                             | La visione del cavaliere     | 21 ottobre 2013   | 24 novembre 2014 |
| 7  | No Questions Asked                        | Senza fare domande           | 28 ottobre 2013   | 25 novembre 2014 |
| 8  | The Lighthouse                            | Il faro                      | 4 novembre 2013   | 25 novembre 2014 |
| 9  | Platonish                                 | Platonico, ma non troppo     | 11 novembre 2013  | 26 novembre 2014 |
| 10 | Mom and Dad                               | Mamma e papà                 | 18 novembre 2013  | 26 novembre 2014 |
| 11 | Bedtime Stories                           | Storie della mezzanotte      | 25 novembre 2013  | 27 novembre 2014 |
| 12 | The Rehearsal Dinner                      | La cena di prova             | 2 dicembre 2013   | 27 novembre 2014 |
| 13 | Bass Player Wanted                        | Cercasi bassista             | 16 dicembre 2013  | 28 novembre 2014 |
| 14 | Slapsgiving 3: Slappointment in Slapmarra | L'arte degli schiaffi        | 13 gennaio 2014   | 28 novembre 2014 |
| 15 | Unpause                                   | Fine pausa                   | 20 gennaio 2014   | 1º dicembre 2014 |
| 16 | How Your Mother Met Me                    | E alla fine mamma è arrivata | 27 gennaio 2014   | 1º dicembre 2014 |
| 17 | Sunrise                                   | L'alba                       | 3 febbraio 2014   | 2 dicembre 2014  |
| 18 | Rally                                     | L'antisbronza                | 24 febbraio 2014  | 2 dicembre 2014  |
| 19 | Vesuvius                                  | Tutta una vita               | 3 marzo 2014      | 3 dicembre 2014  |
| 20 | Daisy                                     | Margherita                   | 10 marzo 2014     | 3 dicembre 2014  |
| 21 | Gary Blauman                              | L'intruso                    | 17 marzo 2014     | 4 dicembre 2014  |
| 22 | The End of the Aisle                      | Finalmente all'altare        | 24 marzo 2014     | 4 dicembre 2014  |
| 23 | Last Forever, Part 1                      | Amici per sempre (1ª parte)  | 31 marzo 2014     | 5 dicembre 2014  |
| 24 | Last Forever, Part 2                      | Amici per sempre (2ª parte)  | 31 marzo 2014     | 5 dicembre 2014  |

## Il medaglione
- Titolo originale: The Locket
- Diretto da: Pamela Fryman
- Scritto da: Carter Bays e Craig Thomas

### Trama
Nel loro viaggio verso Long Island per il proprio matrimonio Robin e Barney scoprono di avere un cugino in comune e si preoccupano del fatto di potere avere legami di sangue. 
Scopriranno solo alla fine di non avere nessun legame. 
Marshall si preoccupa che Lily possa vedere una foto che sua madre ha postato on line, la foto rivela che lui ha accettato l'incarico da giudice. Nel tentativo di cancellare la fotografia, inizia un litigio con una signora seduta vicino in aereo. I due finiranno per essere cacciati dal veicolo, ciò renderà difficoltoso il ritorno di Marshall a New York per il matrimonio. 
Nel frattempo Lily si confronta con Ted circa i suoi sentimenti per Robin. Durante il viaggio in auto i due finiscono per litigare e Lily decide di raggiungere la location del matrimonio in treno, sul quale si imbatterà nella futura moglie di Ted.

## Il ritorno
- Titolo originale: Coming Back
- Diretto da: Pamela Fryman
- Scritto da: Carter Bays e Craig Thomas

### Trama
James, fratello di Barney, rivela che sta per divorziare, Robin ha paura di come potrebbe reagire Barney alla notizia. Nel frattempo, Marshall cerca di trovare il modo di rientrare a New York in tempo per il matrimonio, Ted invece si ritrova solo in un hotel romantico.

## L'ultima volta a New York
- Titolo originale: Last Time in New York
- Diretto da: Pamela Fryman
- Scritto da: Matthew Zinman e Craig Gerard

### Trama
Il giorno delle nozze si avvicina sempre di più per Barney e Robin che, molto presto, dovranno affrontare i loro parenti più anziani. Intanto Marshall continua il suo viaggio per New York facendo, però, una breve pausa nel Wisconsin. Lily discute con Ted di una lista, fatta proprio da lui, su tutte le cose da fare prima di lasciare New York. Alla fine Barney rivelerà a Ted di averlo visto con Robin vicino a una giostra pochi giorni prima sconvolgendolo e facendogli rovesciare una bottiglia di scotch molto cara.

## Codice infranto
- Titolo originale: The Broken Code
- Diretto da: Pamela Fryman
- Scritto da: Matthew Kuhn

### Trama
Robin si lamenta con Lily perché questa si è scordata di spedire gli inviti per l'addio al nubilato della sposa. Lily replica che non ha potuto spedire nessun invito perché Robin non ha amiche fuorché la stessa Lily, che decide per questo di aiutarla a superare la fobia nello stringere amicizie femminili. Nel frattempo Ted rassicura Barney sostenendo che durante l'episodio della giostra stava solo consolando Robin, tenendole la mano in qualità di amico. Barney si dichiara fiducioso, ma si vendica tacitamente di Ted costringendolo a sbrigare numerose faccende in qualità di suo testimone. Quando Ted scopre che è stato sostituito da William Zabka come testimone di nozze e capisce che Barney è arrabbiato con lui, i due decidono di affidarsi a Marshall, che giudicherà, sulla base di quanto scritto nel Brocode, se Ted abbia agito o meno in qualità di semplice amico o abbia infranto "la legge" nello stringere in modo equivoco la mano alla fidanzata di un fratello. Marshall decide di ricreare l'atmosfera del presunto "reato", facendo sì che i due convenuti a giudizio si consolino a vicenda tenendosi per mano. Ted dunque confida a Barney che prova ancora dei sentimenti verso Robin, e che odia se stesso per non riuscire a scacciarli; nel contempo promette solennemente sul Brocode che, nonostante non possa assicurare che arriverà un momento in cui le cose saranno meno strane tra lui e Robin, si impegnerà a convivere con la dolorosa situazione e che non farà nulla per pregiudicare le amicizie che lo legano a due dei suoi migliori amici. Barney, convinto dalla sincerità delle parole di Ted lo reintegra come testimone.

## La partita di poker
- Titolo originale: The Poker Game
- Diretto da: Pamela Fryman
- Scritto da: Den Gregor e Doug Mand

### Trama
Gli invitati più intimi e i futuri sposi si radunano al medesimo tavolo per giocare a poker. Tra una mano e l'altra, James non fa che commentare sarcasticamente l'istituzione del matrimonio. Robin, infastidita dalla scarsa considerazione che il fratello di Barney ha per le nozze, domanda al futuro cognato perché questi si ostini a portare la fede nuziale all'anulare nonostante stia affrontando un divorzio. La risposta di James, secondo cui l'anello aumenterebbe le probabilità di rimorchiare, sprona Robin a sfidarlo nello scommettere la sua fede con il proprio anello di fidanzamento assieme a tutte le fiche. James accetta la proposta di all in ma perde ed è così costretto a consegnare l'anello a Robin, salvo poi chiamare in aiuto la madre Loretta, la quale sfida a sua volta Robin, invano. Le due finiscono per litigare, e Barney si trova per la prima volta a dovere scegliere se appoggiare il partito della famiglia o quello della futura moglie. Intanto Ted e Marshall, nel frattempo giunto a Chicago, hanno qualche battibecco in materia di regali e biglietti di ringraziamento.

## La visione del cavaliere
- Titolo originale: Knight Vision
- Diretto da: Pamela Fryman
- Scritto da: Chris Harris

### Trama
Barney dice a Ted che è durante la cena di prova che solitamente si conosce la ragazza da portarsi a letto dopo la cerimonia, selezionando per l'amico tre possibili candidate. Ted, perseguitato dal giudizio di un cavaliere fantasma (la cui battuta è una citazione di Indiana Jones e l'ultima crociata), sbaglia nella scelta, abbordando una ragazza lamentosa che dovrà sopportare per tutta la serata. Nel frattempo Lily scopre che Barney e Robin hanno copiato la storia del loro primo incontro da quella di Marshall e Lily, in modo da fare colpo sul severo reverendo preposto alle loro nozze. Marshall, infine, ragiona con la sua compagna di viaggio su come dire a Lily che ha già accettato il lavoro di giudice e che non potrà partire con lei per Roma.
- Guest star: Edward Herrmann (reverendo Robert), Anna Camp (Cassie)

## Senza fare domande
- Titolo originale: No Questions Asked
- Diretto da: Pamela Fryman
- Scritto da: Stephen Lloyd

### Trama
Daphne, compagna di viaggio di Marshall, spedisce un SMS a Lily informandola che il marito ha accettato a sua insaputa il lavoro di giudice a New York. Marshall riceve la telefonata di Lily aspettandosi il peggio, ma il motivo della chiamata riguarda la leggenda di un fantasma deceduto nella stanza in cui la coppia deve alloggiare durante il week end. Capendo che la moglie non ha ancora avuto modo di leggere il messaggio, Marshall chiede a Barney e Robin di recuperare il cellulare di Lily e di cancellarlo, "senza fare domande". Tale richiesta affinerà lo spirito di collaborazione tra Barney e Robin. Sarà tuttavia Ted, chiamato in soccorso soltanto per terzo, a risolvere il problema imponendo a Lily di distruggere il cellulare, a sua volta "senza fare domande". Quando Ted chiede a Marshall come mai l'amico non si sia appellato allo stesso stratagemma per risolvere il problema, questi risponde che non ha voluto ricorrervi in quanto non ha mai nascosto nulla all'amore della sua vita. A questo punto Marshall chiede a Ted di parlare con Lily al telefono e le rivela la decisione presa. Lily, con voce apparentemente pacata ma minacciosa, risponde che non crede che sia morto davvero qualcuno nella loro stanza... ma che presto ci sarà un cadavere.
- Guest star: Rhys Darby (portiere di notte)

## Il faro
- Titolo originale: The Lighthouse
- Diretto da: Pamela Fryman
- Scritto da: Rachel Axler

### Trama
Robin sfoggia la camicetta preferita di Loretta, vinta e sottratta al gioco del poker qualche tempo prima. Questo gesto provocatorio accentua la loro rivalità, che si acuisce quando Loretta sostiene di essere la migliore cuoca di uova strapazzate, mentre Robin reputa che sia sua madre a detenere il primato. La diatriba innesca una nuova sfida chiamata la "guerra delle uova": una gara culinaria che decreti chi tra Loretta e Robin, in rappresentanza di sua madre, non ancora presentatasi al ricevimento, sia il guru delle uova strapazzate. Dopo avere dimostrato una schiacciante superiorità Loretta, ignara della sterilità di Robin, le chiede come possa occuparsi della colazione dei suoi futuri nipotini. Barney parla con la madre, dicendole che non sta sposando la possibilità di costruire una famiglia, bensì una ragazza, più importante di qualsiasi altra priorità che potrebbe sorgere nel futuro. Loretta si reca da Robin per porgerle le sue scuse proprio quando questa scopre che sua madre non verrà al matrimonio. In un gesto materno quanto istintivo Loretta abbraccia Robin e le dice che d'ora in poi potrà chiamarla "mamma". Nel frattempo Marshall e Daphne raggiungono la casa natìa di Ted a Cleveland dove Clint, patrigno di Ted, cerca di sedare, invano, i litigi tra i due. Daphne dice a Marshall che tutti lo maltratteranno finché non si deciderà a tirare fuori gli artigli: questa nota di rimprovero risveglia l'orgoglio sopito di Marshall, che assume un comportamento più risoluto. Ted invece vuole visitare il faro di Farhampton e vi si reca assieme a Cassie, la ragazza lamentosa conosciuta durante la cena di prova. Dopo un appuntamento fallimentare, uno sconsolato Ted si confida con Lily, rimproverando se stesso per tutte quelle volte che ha rovinato la magia di luoghi romantici andandoci con la ragazza sbagliata. In un flashforward, due anni più tardi, Ted chiederà la mano di sua moglie proprio sul faro di Farhampton.

## Platonico, ma non troppo
- Titolo originale: Platonish
- Diretto da: Pamela Fryman
- Scritto da: George Sloan

### Trama
Dopo che sua madre si rifiuta di presenziare al matrimonio, Robin subisce un tracollo emotivo. Barney, fiducioso della sua imbattibilità, accetta la sfida lanciata involontariamente dalla stessa Robin quando afferma che nessuno al mondo sarebbe in grado di risollevarle il morale. Lily si ricorda di una sfida lanciata da lei e Robin circa un anno prima a Barney, sfida che non era riuscito a vincere: si trattava di rimorchiare una ragazza a un market dopo l'acquisto di pannolini e snack indiani. Barney allora racconta le ragioni di quel fallimento: la ragazza "bersaglio" (che si rivela essere la futura moglie di Ted) non solo era riuscita a evitare sagacemente il suo tentativo di abbordaggio, ma era anche riuscita, con grande sensibilità, a guardare nel cuore di Barney come fosse un libro aperto, rivelandogli come il suo continuo passare da una ragazza all'altra denotasse una profonda paura di recuperare i rapporti con la sola ragazza che davvero amasse (cioè Robin). Mentre Barney si trova al market Ted è persuaso da Marshall che Robin possa provare ancora dei sentimenti per lui: il parere dell'amico è corroborato dal fatto che Robin inizi ad apprezzare le olive, odiate per otto lunghi anni. Ted si decide quindi a ridefinire il rapporto "platonico" tra lui e Robin, decidendo tuttavia di dare forma al suo proposito con calma. Ciò che il Ted del passato non sa è che, dopo l'incontro con la "mamma", Barney sia fermamente deciso a riconquistare a sua volta Robin, iniziando senza alcun indugio la stesura di quello che sarà il capitolo finale del Playbook.

## Mamma e papà
- Titolo originale: Mom and Dad
- Diretto da: Pamela Fryman
- Scritto da: Carter Bays e Craig Thomas

### Trama
Barney e Robin non hanno ancora trovato chi rimpiazzerà il reverendo che li avrebbe dovuti sposare, dopo che questi è morto a causa di un infarto. Il problema è risolto all'arrivo del padre di James, il pastore Sam Gibbs, ben lieto di celebrare le nozze. Al sopraggiungere di suo padre Jerry, Barney tenta con ogni stratagemma di fare tornare insieme i suoi genitori, ma viene ostacolato da James, a sua volta intenzionato a fare riavvicinare Loretta a Sam. Nel frattempo, per volere dello sposo, Ted ha il compito di conservare una preziosa fotografia autografata che sarà consegnata a Robin, come regalo, il giorno del matrimonio. Dopo che il prezioso cimelio viene misteriosamente danneggiato con l'inchiostro il "detective Mosby" si mobilita e intraprende le indagini, concentrando i suoi sospetti su Billy Zabka, che verrà smascherato. Da ultimo, Marshall e Daphne raggiungono finalmente New York. Nonostante Daphne chieda di essere accompagnata a casa, Marshall la accompagna a sua insaputa alla scuola della figlia, permettendole così di riallacciare i rapporti con lei.

## Storie della mezzanotte
- Titolo originale: Bedtime Stories
- Diretto da: Pamela Fryman
- Scritto da: Craig Gerard e Matthew Zinman

### Trama
Marshall e Marvin salgono su un autobus notturno diretto a Farhampton. Marshall, nel tentativo di fare addormentare il piccolo, si accorge di avere lasciato nell'auto il libro della favola "Ava the Goose", l'unico che ha un effetto soporifero sul figlio. Marshall decide dunque di raccontargli delle storie (parlando sempre in rima) che vedono protagonisti Ted, Robin e Barney: la storia di Ted parla del solito appuntamento fallimentare con una ragazza; quella di Robin narra di come questa abbia rubato e in seguito mangiato un'intera torta nuziale per compensare la tristezza causata da una delusione amorosa; quella di Barney, infine, racconta di come sia diventato "il re dei Donnaioli" di New York. Marvin riesce così ad addormentarsi, salvo svegliarsi immediatamente dopo che l'autobus buca accidentalmente una ruota. Venuto a conoscenza che Farhampton dista solo cinque miglia Marshall prende la decisione di dirigervisi a piedi, ignaro delle peripezie che sarà destinato ad affrontare.
Note: l'intero episodio è in rima.
- Guest star: Lin-Manuel Miranda (Gus)

## La cena di prova
- Titolo originale: The Rehearsal Dinner
- Diretto da: Pamela Fryman
- Scritto da: Chuck Tatham

### Trama
Sulla base di aspettative totalmente infondate Barney è convinto che Robin abbia organizzato a sua insaputa una festa prenuziale in un locale di laser tag fuori città, e per questo abbandona il ristorante mentre sono in corso gli ultimi preparativi per la cena di prova, venendo meno alla promessa fatta alla fidanzata di non allontanarsi per nessuna ragione dal locale. Quando si rende conto che non esiste alcuna festa a sorpresa, Barney minaccia l'addetto alla sicurezza, che lo ammanetta e lo conduce in un ufficio di detenzione. Robin, furente, si reca nel luogo dove Barney è tenuto in custodia, dicendogli che un matrimonio si dovrebbe basare su fiducia e sincerità, non su delle menzogne. Barney replica che non può fare a meno di raccontarle di tanto in tanto alcune bugie, ma la rassicura dicendo che ogni qual volta lo farà, sarà solo nell'interesse di una sorpresa che la lasci a bocca aperta. Detto questo, si libera delle manette (che si rivelano essere fasulle) e preme un pulsante sulla scrivania della "presunta" guardia di sicurezza: le pareti dell'ufficio si dispiegano, rivelando una pista da ghiaccio sulla quale sono presenti tutti gli invitati del matrimonio, comprese alcune star canadesi, idoli dell'infanzia di Robin. Il piano architettato da Barney realizza, in parte, il desiderio che Robin aveva espresso tempo addietro, ovvero quello di sposarsi in Canada.

## Cercasi bassista
- Titolo originale: Bass Player Wanted
- Diretto da: Pamela Fryman
- Scritto da: Carter Bays e Craig Thomas

### Trama
Marshall viene soccorso da un furgoncino guidato dalla futura moglie di Ted, a sua volta diretta a Farhampton per suonare al matrimonio con il resto della band. Dopo avere fatto amicizia la futura moglie di Ted confida a Marshall di essere sempre più isolata dal resto della band a causa del cantante Darren, abile nel fingersi amico di qualcuno in modo da farsi raccontare i suoi segreti, salvo poi spifferarli alla controparte interessata per compromettere così anche le più solide amicizie. Questi, nel frattempo già arrivato al ricevimento, semina zizzania prima tra Robin e Lily (in quanto rivela a Lily che Robin appoggia la decisione presa da Marshall di essere diventato un giudice), e in seguito tra Barney e Ted (rendendo pubblica la volontà di Ted di trasferirsi a Chicago senza alcun preavviso). Per fare pace con Barney Ted ruberà una bottiglia di Glenn McKenna invecchiato trent'anni che farà cadere poiché spinto da Darren, al quale darà un pugno in faccia. Darren, furioso, lascerà la band e la villa. La futura moglie di Ted, per ringraziare quest'ultimo, chiede al barista di servirgli un bicchiere del miglior whiskey della riserva: un Glenn McKenna invecchiato trentacinque anni. Alla fine dell'episodio si intuisce che Marshall darà il quinto e ultimo schiaffo della scommessa persa anni prima da Barney che consiste nel dare cinque schiaffi a sorpresa da parte di Marshall alla vittima.

## L'arte degli schiaffi
- Titolo originale: Slapsgiving 3: Slappointment in Slapmarra
- Diretto da: Pamela Fryman
- Scritto da: Carter Bays e Craig Thomas

### Trama
Questo episodio si svolge sotto forma di flashback durante i secondi in cui Marshall schiaffeggia Barney per la scommessa fatta sette anni prima. Marshall racconta di avere appreso l'arte dello schiaffeggiamento da tre maestri orientali (Robin, Lily e Ted mascherati) e lascia intendere che questo schiaffo sarebbe stato il più potente e preciso di tutti. Quando arriva il fatidico momento Barney scappa e si rifugia in un bosco dove viene trovato e schiaffeggiato da Marshall.

## Fine pausa
- Titolo originale: Unpause
- Diretto da: Pamela Fryman
- Scritto da: Chris Harris

### Trama
L'episodio si apre con Ted e la moglie incinta al Farhampton Inn, dove il marito dirà che nulla di buono succede dopo le due di notte. Al presente Barney è molto ubriaco e Ted ci spiega che nel corso della loro amicizia hanno visto parecchie fasi dell'ubriacatura di Barney, quella stessa sera ne scoprono una nuova in cui dice solamente la verità. Allora Ted e Robin decidono di fare le domande che avrebbero sempre voluto fare all'amico. Si scopre che il lavoro di Barney è firmare e coprire le attività illecite dell'agenzia dove lavora, ma in realtà è tutto un suo piano per vendicarsi di un torto subito quando era ancora nella sua fase Hippie, infatti ci verrà mostrato che in futuro denuncerà il suo capo all'FBI. Rivela anche che al matrimonio ci sarà un paggetto di nome Trevor Hudson, che è: "veramente adorabile con la sua mammina" e che mai al mondo vorrebbe che il suo matrimonio venga rovinato. Nel frattempo Lily e Marshall iniziano a litigare furiosamente, dopo avere interrotto la loro pausa dalla litigata. Dopo che il marito ha tirato fuori nuovamente la storia del 2006 di quando lo ha lasciato la donna lascia l'hotel andando via in macchina con uno sconosciuto. L'episodio si chiude con Ted che, con in braccio la figlia Penny, accompagna la moglie all'ospedale per partorire il loro secondogenito, Luke. Essendo passate le due di notte Ted dice che Luke è un'eccezione alla regola. Come ultima immagine si vede un uomo che nomina Trevor Hudson dicendogli di seguirlo e si sentono i versi di un orso.
- Note: nei Paesi anglosassoni colui che porta gli anelli ai matrimoni (il paggetto) è detto ring bearer; nella versione originale dell'episodio Barney fa spesso riferimento a un ring bear, facendo quindi intendere che possa trattarsi di un orso e non di un paggetto, nel descrivere Trevor Hudson.

## E alla fine mamma è arrivata
- Titolo originale: How Your Mother Met Me
- Diretto da: Pamela Fryman
- Scritto da: Carter Bays e Craig Thomas

### Trama

La speciale sigla del 200º episodio della sitcom (nell'occasione ridenominata How Your Mother Met Me), che vede protagonista assoluta la ragazza con l'ombrello giallo.

Attraverso un lungo flashback la moglie di Ted racconta le sue avventure a partire dal settembre del 2005. Nel corso delle vicende si nota come la futura mamma sia stata molte volte vicina al conoscere Ted ma, per un motivo ogni volta diverso, il loro incontro slitterà fino al matrimonio di Barney e Robin. Si scopre che ai tempi la ragazza era legata a Louis, con il quale romperà data la difficoltà della donna a innamorarsi di nuovo; la futura moglie aveva infatti vissuto anni prima una storia importante con un certo Max, morto il giorno del suo ventunesimo compleanno (la sera stessa in cui Ted conobbe Robin). Dopo avere lasciato Louis la ragazza prende una stanza al Farhampton Inn; il consierge Curtis, vedendola single e triste, le affida la stanza accanto a quella di Ted (da lui preso "sotto braccio" proprio in quanto single e triste). Cantando La Vie en rose sul suo balcone è ignara di Ted il quale, rapito dalla sua voce, la ascolta per la prima volta. Lo stesso Ted, poco dopo, è alle prese con Barney che, a poche ore dal matrimonio, scompare improvvisamente dall'albergo.
- Note: è il 200º episodio della sitcom, che per l'unica volta non vede protagonisti gli storici membri del cast originale ma è invece interamente incentrato sulla figura della madre; la stessa è protagonista della speciale sigla di questo episodio.

## L'alba
- Titolo originale: Sunrise
- Diretto da: Pamela Fryman
- Scritto da: Carter Bays e Craig Thomas

### Trama
È la notte prima del matrimonio. Barney, ubriaco, ha lasciato l'albergo e si è imbattuto in una coppia di giovani ragazzi, Justin e Kyle, un po' imbranati con l'altro sesso; il futuro sposo decide di diventare il loro "maestro di vita", insegnandogli e tramandandogli tutti i suoi segreti per sedurre una donna. Nel frattempo Ted e Robin sono usciti sulla spiaggia a cercare proprio Barney; i due, tra una chiacchiera e l'altra, ricordano tutte le storiche ex di Ted: il ragazzo nasconde all'amica che, in realtà, negli ultimi giorni ha avuto contatti con alcune di loro, Stella, Victoria e persino Jeanette; tutto questo solo per rintracciare l'attuale proprietaria del medaglione d'oro di Robin, oggetto a cui lei è particolarmente legata e che lui sogna di regalarle. Neanche per Marshall è una notte tranquilla: rigirandosi nel letto, è in balia dei fantasmi della "Lily attuale", della "Lily del 2006" e di suo padre, che lo tormentano e lo costringono a riflettere sui suoi recenti comportamenti verso la moglie. Marshall capisce che, se continuerà a vedere il matrimonio come una continua diatriba in cui conta solo vincere o perdere, finirà per perdere davvero sua moglie. Quando l'alba ormai è prossima, Barney lascia i due giovani, ormai istruiti a novelli playboy, con l'ultima e più importante raccomandazione: avere sempre accanto degli amici, con cui vivere i momenti migliori della loro vita. Ted confessa intanto a Robin un segreto a lungo custodito, ovvero l'aver lasciato Victoria per non perdere la loro amicizia. La ragazza è sconcertata, capendo che Ted nutre ancora qualcosa per lei e interrogandosi sul futuro del loro gruppo d'amici; Ted le rivela, allora, il suo prossimo trasferimento a Chicago, che reciderà in maniera forse definitiva i loro legami. L'alba arriva, Lily ritorna da Marshall e i due si riconciliano, decidendo che la cosa più sensata, con un figlio da crescere, è di restare a vivere a New York rinunciando all'Italia. Prima di tornare in albergo, Ted e Robin guardano il sole sorgere sulla spiaggia. Con il matrimonio dei suoi due amici ormai alle porte, il ragazzo capisce che è arrivato il momento di lasciare andare, stavolta per sempre, la sua storica infatuazione.

## L'antisbronza
- Titolo originale: Rally
- Diretto da: Pamela Fryman
- Scritto da: Carter Bays e Craig Thomas

### Trama
Ted e sua moglie sono in Limousine e festeggiano la pubblicazione dell'ultimo libro della mamma bevendo champagne. Ted allora inizia a raccontare a sua moglie della promessa che lui e i suoi amici hanno fatto di non ubriacarsi mai più e di come poi l'abbiano infranta (Lily quando Marvin va al college, Marshall quando verrà eletto giudice della Corte Suprema e Robin quando andrà in viaggio con il marito). Mancano 10 ore al matrimonio di Robin e Barney. Ted, Marshall, Lily e Robin cercano di fare tornare in sé Barney, ancora ubriaco a seguito dei postumi della precedente notte di bagordi. Nel tentativo di renderlo quantomeno presentabile per le foto di nozze, i quattro amici cercano di ricordare gli ingredienti di una speciale bevanda inventata anni prima dallo stesso Barney, che in passato fu d'aiuto a ognuno di loro durante delle pesanti sbronze. Durante questi tentativi Barney rivela che l'intruglio miracoloso era solamente una bugia e non esiste alcun ingrediente segreto, aveva inventato tutto per consolare gli amici dopo dei momenti difficili. Quando lo sposo si riprenderà gli racconteranno che hanno messo in scena "Weekend at Barney's" come era il suo sogno. In realtà anche questa è una bugia, le foto sono state annullate. Alla fine dell'episodio si vede Ted che fa bere a sua moglie l'intruglio miracoloso di Barney dicendogli che è un rimedio funzionante contro la sbornia, poi entrano i due figli in camera ancora molto piccoli e abbracciano i genitori.

## Tutta una vita
- Titolo originale: Vesuvius
- Diretto da: Pamela Fryman
- Scritto da: Barbara Adler

### Trama
Nel 2024 Ted e sua moglie passano una serata all'hotel di Farhampton; Ted racconta cosa successe la mattina delle nozze di Barney e Robin, poche ore prima del matrimonio. Robin stava passando del tempo con sua sorella minore Katie, e Lily non poteva fare a meno di notare quanto Robin fosse così poco presa dal suo matrimonio. Nel frattempo Ted cerca di aiutare Barney a trovare l'abito giusto per il matrimonio. Lily decide di sfidare Robin indossando il suo vecchio abito da sposa, ma Robin è del tutto indifferente. La moglie di Ted fa notare al marito che le aveva già raccontato questa storia; Ted si rende conto di essere diventato noioso, la moglie cerca di fargli capire che non può sempre concentrarsi sul passato, ma che deve vivere pure il presente. Continuando con il racconto Ted fa capire a Barney che non è necessario essere perfetto per il matrimonio, perché quando lui e Robin saranno sposati sarà già tutto perfetto senza che lui se ne renda conto. Tutti e cinque gli amici si riuniscono e Lily rivela che il motivo per cui l'indifferenza di Robin per questo giorno la infastidisce tanto è perché questo è il giorno di tutti e cinque, visto che con l'imminente trasferimento di Ted a Chicago il gruppo si scioglierà, e probabilmente non passerano più dei momenti così insieme; Ted rivela alla moglie che quello è uno dei suoi ricordi più intensi. Parlando con Katie, Lily capisce che Robin non sarà mai quel tipo di donna che si entusiasma per il matrimonio, Katie risponde che la sorella è semplicemente una Scherbatsky, intanto Robin uscendo dalla stanza vede sua madre e le due si abbracciano. L'episodio si conclude con la moglie di Ted che chiede al marito di raccontarle un'altra storia, capendo quanto per lui siano importanti.

## Margherita
- Titolo originale: Daisy
- Diretto da: Pamela Fryman
- Scritto da: Carter Bays e Craig Thomas

### Trama
La madre di Robin vorrebbe conoscere Barney, ma questi è impegnato con una delle sue solite sfide. Dopo che Billy Zabka rivela di avere visto Lily uscire da un supermercato nel cuore della notte, si scopre che l'auto su cui Lily è salita è di proprietà del Capitano. Temendo un affaire tra di loro, Marshall e compagni si precipitano a casa del Capitano per chiedere delucidazioni. Questi rassicura gli ospiti, non sapendo tuttavia spiegare per quale motivo Lily si sia presentata a casa sua in piena notte. Ted allora cerca di scoprire perché Lily si sia recata dal Capitano, giungendo alla conclusione che Lily abbia ripreso a fumare, e che quindi le servisse un luogo appartato dove non farsi scoprire dagli amici; tale deduzione si rivela, però, sbagliata: al posto di trovare una cicca di sigaretta in un vaso di margherite (Daisy in inglese), verrà invece scovato un test di gravidanza, il cui esito rivela che Lily è di nuovo incinta. Tornato all'albergo, Marshall si ricongiunge affettuosamente con Lily, prendendo la decisione di trascorrere un anno a Roma, in modo da passare più tempo con il suo vero sogno, i propri figli, e nel contempo permettere alla moglie di realizzare le proprie aspirazioni. Nel frattempo, Robin viene a conoscenza di alcune preoccupanti somiglianze tra Barney e suo padre che la inducono a pensare che il proprio matrimonio possa condurla a un futuro divorzio, proprio come accaduto a sua madre. Tali preoccupazioni svaniscono quando Barney si presenta alla futura suocera con un caloroso abbraccio. L'episodio si conclude mostrando Marshall, Lily e il piccolo Marvin (seguiti dai nonni) a Roma, un anno dopo gli avvenimenti narrati: il secondogenito si rivelerà una femmina, chiamata Margherita.

## L'intruso
- Titolo originale: Gary Blauman
- Diretto da: Pamela Fryman
- Scritto da: Kourtney Kang

### Trama
Tre giorni dopo le nozze di Barney e Robin Ted e la sua futura moglie escono per il loro primo appuntamento. Ted le racconta di come Gary Blauman, un impiegato della Goliath National Bank nonché vecchia conoscenza della compagnia, si fosse presentato senza alcun preavviso al matrimonio. Dato che la disposizione degli invitati ai vari tavoli è già stata sagacemente predisposta, Robin affida a Marshall il delicato compito di riprogettare i posti a sedere degli ospiti. Indeciso se coinvolgere o estromettere il nuovo arrivato, Marshall si affida alla collaborazione dei propri amici, i quali, a uno a uno, ricordano i vari motivi che li hanno spinti a provare simpatia o antipatia nei confronti di Gary (verrà rivelato, in particolare, che fu proprio quest'ultimo la causa della rottura tra James e il proprio marito, Tom). Marshall ricorda di come le proprie nozze si fossero rivelate l'ultima occasione per vedere persone di cui in futuro non avrebbe più sentito parlare: pertanto, decide di aggiungere un posto a tavola per Gary. Il Ted narratore, dunque, partendo dallo spunto di riflessione di Marshall, racconta ai propri figli il futuro di quei personaggi che avrebbe rivisto raramente nel corso della sua vita, tra cui Zoey (che continuerà altre rivolte) Ranjit (che andrà in pensione), James (che si rimetterà insieme a Tom), Carl il barista (che farà diventare il Meclaren's un pub a conduzione familiare, avendo un figlio), Billy Zabka (che riceverà un premio letterario come ha da sempre desiderato), Patrice (che aprirà un programma radiofonico in cui dispensa consigli), Scooter (che si innamorerà di Jasmine, la sosia di Lily), il Blitz (che abbandonerà la vita d'azzardo), Jeanette (che andando in terapia si fidanzerà con Kevin, l'ex ragazzo di Robin) e Sandy Rivers (che andrà a vivere in Russia). La conclusione dell'episodio restituisce spazio all'appuntamento tra Ted e la sua futura moglie: dopo un romantico bacio Ted decide di soffermarsi un istante per "ricordare questo momento", e gli sguardi dei due ci fanno capire che Tracy ha appena detto a Ted una brutta notizia.

## Finalmente all'altare
- Titolo originale: The End of the Aisle
- Diretto da: Pamela Fryman
- Scritto da: Carter Bays e Craig Thomas

### Trama
Robin non sa se sposare Barney a causa del mancato ritrovamento del ciondolo che aveva nascosto in un parco la prima volta che era venuta a New York con suo padre. Nell'intento di rassicurarla Ted si reca da Barney e gli affida generosamente il ciondolo, trovato, tempo addietro, dopo svariate peripezie. Il pendente viene così consegnato dal futuro sposo a Robin, che sembra convinta di volersi sposare. Nel frattempo Barney viene interrotto da Lily e Marshall mentre sta cercando di scrivere le sue promesse nuziali, dopo vari tentativi andati male. La coppia gli consiglia di prendere esempio dal loro matrimonio e dalle loro promesse nuziali, anche se Barney li contraddice, ricordando come solo alcune di esse siano state rispettate. Robin convoca Ted per fargli vedere il ciondolo e con un pizzico di furbizia ha la prova definitiva che è stato lui a ritrovarlo. Accortasi di come solo Ted si fosse impegnato sinceramente per renderla felice, a differenza di Barney, giunto al medesimo risultato solo tramite svariati inganni e stratagemmi, Robin afferma che quello che lei dovrebbe sposare dovrebbe essere Ted, il quale, però, rifiuta la proposta di scappare insieme a lei capendo nel profondo che Robin non lo ama e che anche lui non ama più la donna come un tempo. Robin fugge da sola, imbattendosi nella futura moglie di Ted che la invita a prendere tre bei respiri per rischiarare le proprie idee. Lily e Marshall si scambiano nuovamente delle promesse nuziali, le più sincere possibili. Barney si accorge di quanto siano perfetti i suoi due amici anche se nel tempo non hanno rispettato le loro promesse. Barney incrocia Robin e le promette solo e soltanto un voto nuziale: non le dirà più bugie; ammette, inoltre, che il ciondolo è stato ritrovato da Ted ed è questa la confessione che dissipa tutti i dubbi di Robin, risoluta pienamente nello sposarsi. Mentre la sposa sta percorrendo la navata, Barney, evidentemente in preda al panico, decide di volere indossare la cravatta blu fiordaliso, che si trova però a New York. Marshall, per calmarlo, gli sferra uno schiaffo (l'ultimo dei cinque a disposizione), liberando così Barney da ogni ansia. Alla fine dell'episodio Barney e Robin si sposano.

## Amici per sempre (1ª parte)
- Titolo originale: Last Forever, Part 1
- Diretto da: Pamela Fryman
- Scritto da: Carter Bays e Craig Thomas

### Trama
Subito dopo il matrimonio Ted annuncia a tutto il gruppo di dovere partire per Chicago, tuttavia non parte dopo avere conosciuto la madre alla stazione di Farhampton mentre aspettava il treno per raggiungere la sua nuova città. Nel maggio del 2016 tutto il gruppo si riunisce a casa di Ted, Barney chiede come va il lavoro a Marshall, il quale è tornato a lavorare per le multinazionali. La moglie di Ted chiede a Barney e Robin come sia stato il viaggio in Argentina e i due, in difficoltà, annunciano di avere divorziato poiché la storia non funzionava più, tuttavia dicono di stare bene e che tutto questo non cambierà l'equilibrio del gruppo. Lily colpita dalla confessione dei due amici chiede che questo divorzio non sia motivo di rottura per tutta la "gang", ma Barney interviene dicendo che è già tutto cambiato in quanto si vedono raramente, Ted si è trasferito in periferia, e lei e Marshall aspettano il terzo figlio. Lily allora fa promettere a tutto il gruppo di essere sempre presente almeno nelle situazioni più importanti. Nell'ottobre 2016 Marshall e Lily si rendono conto che il loro appartamento è ormai troppo piccolo per ospitare il futuro bambino quindi decidono di trasferirsi e di dare una festa in maschera in terrazza per dire addio allo storico appartamento. Durante la festa Robin si sente a disagio, scende dal terrazzo ed entrando nell'appartamento ormai vuoto incontra Lily, la quale le chiede perché se ne stia andando dato che quello era un momento importante e tutta la gang doveva essere presente. Robin allora dice che ormai tutto è cambiato rispetto a quando erano giovani e che nella gang ormai vede una coppia sposata con quasi tre figli, il suo ex-marito, e Ted che probabilmente sarebbe stata la persona giusta da sposare. Lily a questo punto chiede se la loro amicizia sia finita, ma Robin la rassicura che saranno sempre amiche, anche se non si vedranno più tanto spesso, le dà la buonanotte e abbandona l'appartamento, lasciando Lily in lacrime.

## Amici per sempre (2ª parte)
- Titolo originale: Last Forever, Part 2
- Diretto da: Pamela Fryman
- Scritto da: Carter Bays e Craig Thomas

### Trama
2018: Ted, Barney e Lily si ritrovano al McLaren's in una delle poche occasioni dal matrimonio di Barney e Robin. Mentre Ted appare visibilmente stanco e poco propenso a fare baldoria, l'inesauribile Barney insiste per fare sì che la riunione della gang sia leggendaria, proponendo di rimanere fuori fino a notte inoltrata. Ted cerca di spiegare all'amico che non vi è motivo per il quale la serata dovrebbe essere considerata speciale, ma in quel preciso momento Marshall arriva al pub comunicando agli amici che di lì a poco sarebbe diventato giudice. I 4 bevono champagne fino a sbronzarsi, e subito dopo avere snocciolato un eloquente discorso sull'importanza della loro amicizia, Barney si mette sulle tracce di una moretta passata vicino al loro tavolo. Lily tenta di dissuadere l'amico prendendolo per la cravatta e dicendogli di essere ormai troppo vecchio, ma Barney ribatte che non sarà mai più un uomo da una sola donna.
2019: La gang, ancora priva di Robin ma con la moglie di Ted al seguito, si ritrova come di consueto per assistere allo show "Robot contro Wrestler", durante il quale Barney afferma di avere portato a termine il "mese perfetto", ma di avere messo incinta l'ultima ragazza della performance, della quale non dirà mai il nome.
Nel 2020, mentre Ted davanti al grattacielo da lui costruito racconta alla figlia Penny delle curiosità su di esso, arriva Robin, la quale saluta Ted, che non la vedeva da molto tempo, e i due iniziano a parlare. Subito dopo, durante l'attesa della nascita del figlio di Barney, Ted racconta a Lily e Marshall di avere incontrato Robin; Lily si intristisce poiché un'altra volta Robin manca in un momento così importante. La dottoressa si congratula con Barney per essere diventato papà e che è una bambina. Barney vedendo la figlia, Ellie, si commuove dicendo che lei è l'amore della sua vita e che tutto ciò che ha sarà suo per sempre. Ted, tornato a casa chiede a sua moglie di sposarlo, dopo che il primo matrimonio è saltato a causa della gravidanza, e lei accetta. Il giorno del matrimonio Barney, Ted, Lily e Marshall si ritrovano al McLaren's; Lily dichiara di essere molto orgogliosa di Barney poiché è cambiato molto e sta svolgendo un ottimo lavoro con la figlia Ellie e dopo averlo visto rifiutare due ragazze spingendole a tornare a casa per vestirsi decentemente Lily dichiara di avere visto ormai tutto. In quel momento Robin entra nel bar e il gruppo si riunisce. Ted sposa la mamma dei suoi figli e dichiara di averla sempre amata e in qualsiasi circostanza, anche durante la malattia che gliel'ha portata via. Vediamo a questo punto un flashback in cui Ted, alla stazione, si avvicina alla sua futura moglie, che aspettava il treno riparandosi dalla pioggia sotto il suo ombrello giallo. I due cominciano a parlare di quell'ombrello e a chi appartenga effettivamente, se a lui, Ted, o a lei, la madre, il cui nome è Tracy. Nel 2030 Ted annuncia ai suoi figli la fine della storia su come ha conosciuto la loro mamma. I due però gli fanno notare che più che essere la storia di come ha conosciuto la loro mamma è la prova di come sia innamorato della zia Robin e lo invitano a dichiararsi a lei e a non sentirsi in colpa nei confronti della sua defunta moglie poiché ormai sono passati sei anni da quando lei è scomparsa. Nell'ultima scena Robin, appena tornata al suo appartamento sente suonare alla porta, si affaccia alla finestra per vedere chi sia, e trova Ted con in mano il corno francese blu che aveva rubato per lei al loro primo appuntamento, nel lontano 2005; i loro sguardi sorridenti lasciano intuire che hanno ancora una possibilità di stare insieme.